# Tropidonotacris grandis
Tropidonotacris grandis är en insektsart som beskrevs av David R. Ragge 1957. Tropidonotacris grandis ingår i släktet Tropidonotacris och familjen vårtbitare. Inga underarter finns listade i Catalogue of Life.